# 尼泊尔鼠李
尼泊尔鼠李（学名：Rhamnus napalensis）也称染布叶、纤序鼠李，为鼠李科鼠李属下的一个种。模式标本采自尼泊尔。